# Étienne Becker
Étienne Becker, de son vrai nom Louis Étienne Jacques Becker, né le 1er mai 1936 à Paris 16e et mort le 11 décembre 1995 à Clichy, est un directeur de la photographie français. Il est le fils du réalisateur Jacques Becker, ainsi que le frère du réalisateur Jean Becker.

## Filmographie
- 1963 : Le Joli Mai (documentaire) de Chris Marker et Pierre Lhomme
- 1964 : Le Dernier Verre (court-métrage) (documentaire) de Mario Ruspoli
- 1964 : Cassius le grand (court-métrage) (documentaire) de William Klein
- 1966 : Voilà l'ordre (moyen-métrage) de Jacques Baratier
- 1966 : Rotterdam-Europoort (court-métrage) (documentaire) de Joris Ivens
- 1966 : Chappaqua de Conrad Rooks
- 1967 : Le Désordre à vingt ans (documentaire) de Jacques Baratier
- 1968 : One More Time (court-métrage) de Daniel Pommereulle
- 1968 : L'Étrangère de Sergio Gobbi
- 1969 : Joë Caligula, du suif chez les dabes de José Bénazéraf
- 1969 : L'Amour fou de Jacques Rivette
- 1969 : Calcutta (documentaire) de Louis Malle
- 1969 : Muhammad Ali, the Greatest (documentaire) de William Klein
- 1969 : Three de James Salter
- 1970 : OSS 117 prend des vacances de Pierre Kalfon
- 1970 : Dernier Domicile connu de José Giovanni
- 1970 : La Maison de Gérard Brach
- 1971 : La Fin du jeu (court-métrage) de Renaud Walter
- 1971 : L'Homme au cerveau greffé de Jacques Doniol-Valcroze
- 1971 : Le Bateau sur l'herbe de Gérard Brach
- 1972 : Aimez-vous les uns les autres... mais pas trop de Daniel Moosmann
- 1974 : Humain, trop humain (documentaire) de Louis Malle et René Vautier
- 1974 : Touche pas à la femme blanche ! de Marco Ferreri
- 1974 : La Gueule de l'emploi de Jacques Rouland
- 1974 : Place de la République (documentaire) de Louis Malle
- 1974 : Le Secret de Robert Enrico
- 1975 : Le Bougnoul de Daniel Moosmann
- 1975 : Le Vieux Fusil de Robert Enrico
- 1976 : Police Python 357 d'Alain Corneau
- 1976 : La Spirale (documentaire) d'Armand Mattelart, Valérie Mayoux et Jacqueline Meppiel
- 1976 : Plus vite que le Soleil (documentaire sur le Concorde) de Robert Enrico
- 1976 : Le Jouet de Francis Veber
- 1978 : On peut le dire sans se fâcher de Roger Coggio
- 1978 : Utopia d'Iradj Azimi
- 1978 : Vas-y maman de Nicole de Buron
- 1979 : Les Chiens d'Alain Jessua
- 1980 : C'est encore loin l'Amérique ? de Roger Coggio
- 1980 : Je vous aime de Claude Berri
- 1981 : Le Rat (court-métrage) d'Élisabeth Huppert
- 1981 : Une étrange affaire de Pierre Granier-Deferre
- 1982 : Que les gros salaires lèvent le doigt ! de Denys Granier-Deferre
- 1983 : L'Été meurtrier de Jean Becker
- 1983 : L'Ami de Vincent de Pierre Granier-Deferre
- 1984 : Les Fausses Confidences de Daniel Moosmann
- 1991 : Mississippi One de Sarah Moon
- 1995 : Élisa de Jean Becker

## Récompenses et nominations
- Césars 1976 : nomination au César de la meilleure photographie pour Le Vieux Fusil
- Césars 1977 : nomination au César de la meilleure photographie pour Le Jouet